# Luz monocromática
Chama-se de luz monocromática às radiações eletromagnéticas na faixa de luz visível compostas por um único comprimento de onda.
A luz monocromática é utilizada em várias áreas da física como na observação solar ela evidencia as estruturas existentes em sua atmosfera, ou cromosfera por meio de uma filtragem da luz recebida.
A filtragem é feita de tal maneira a apenas deixar uma pequena fração do espectro eletromagnético atingir o detector,  normalmente um C.C.D. , filme ou o próprio olho. A pequena fração do espectro que é transmitida deverá corresponder a emissão característica de um elemento químico presente na fonte emissora.